# Castelbel
A Castelbel é uma empresa portuguesa especializada na produção de artigos perfumados para o corpo e para a casa. Fundada em 1999, começou por fabricar sabonetes perfumados e atualmente produz também velas aromáticas, difusores de ambiente, cremes de mãos, loções corporais, saboneteiras e diversos outros produtos na área da higiene pessoal e da perfumaria e decoração de interiores.
Através das marcas Castelbel e Portus Cale, a empresa está presente em mais de 50 países por todo o mundo. Os seus produtos destacam-se pela sua qualidade, pela delicadeza das fragrâncias e pelo design das embalagens. Todos os sabonetes da Castelbel são produzidos por métodos artesanais e embrulhados à mão.

## História
A Castelbel é fundada em 1999 no Castêlo da Maia, uma localidade no Norte de Portugal (o nome Castelbel resulta da conjugação das palavras Castêlo e Beleza). A empresa começou por produzir sabonetes artesanais exclusivamente para um cliente norte-americano. Depois de um período estável, em que os seus produtos começaram a ficar conhecidos nos Estados Unidos, a Castelbel perdeu o seu único cliente devido às perturbações económicas criadas pelo atentado de 11 de Setembro de 2001. 
Depois de um período conturbado, a estabilidade é reconquistada através da produção de sabonetes e outros artigos perfumados para marcas como a Zara Home ou a Gant Home. Entre 2005 e 2006, a empresa lança no mercado duas marcas próprias: a Castelbel, com um registo mais tradicional e campestre e a Portus Cale com um visual mais moderno e inovador. Sob as duas marcas, a empresa lança periodicamente novas linhas de produtos de luxo para o mercado internacional.
Através das marcas próprias, a Castelbel tem registado um crescimento constante ao longo dos últimos anos. Os seus produtos são vendidos em centenas de lojas por todo o mundo. Atualmente, a empresa está presente em mais de 50 países, com especial destaque para os Estados Unidos, Japão, Espanha, Inglaterra, Alemanha e Austrália.
O desempenho da Castelbel tem vindo a ser apreciado por diversas entidades nacionais, tendo-lhe sido atribuído o estatuto Top Exporta 2012, Top Exporta 2013, Top Exporta 2015, PME Excelência 2012, PME Excelência 2013, PME Excelência 2014 e PME Excelência 2015.

## Produtos
A Castelbel está tradicionalmente associada aos sabonetes perfumados, o seu principal produto. Ao longo dos anos a empresa já produziu sabonetes com centenas de perfumes diferentes e com variadas formas, desde as mais tradicionais a algumas mais arrojadas. Para além de sabonetes a empresa produz também velas aromáticas, difusores de ambiente, vaporizadores, cremes de mãos, pincéis de barbear, loções corporais, geles de banhos, saboneteiras, saquetas perfumadas e papel para forrar gavetas.
As saquetas perfumadas, utilizadas para aromatizar gavetas, malas de viagens ou outros espaços, são outro dos produtos mais característicos da empresa, que inovou ao utilizar a cortiça como material absorvente.

## Curiosidades

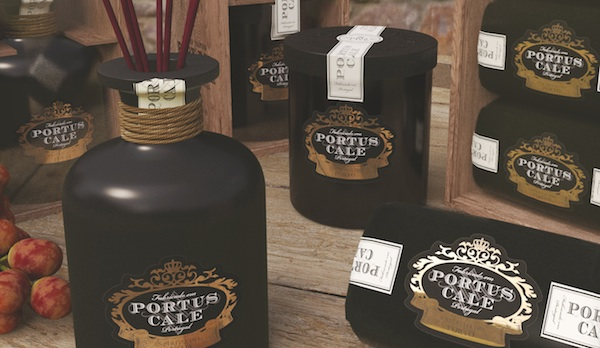
Coleção inspirada no Vinho do Porto

Nos últimos anos a empresa lançou várias linhas inspiradas em pormenores da cultura portuguesa. Entre elas destacam-se a linha Portus Cale Ruby Red, inspirada no Vinho do Porto. Nesta coleção o sabonete contém partículas de grainhas de uva como esfoliante e os produtos são embalados em caixas de madeira gravada a fogo.  
Em 2015, a Castelbel lançou a linha Portus Cale Gold & Blue, totalmente dedicada ao tradicional azulejo Português.  
A empresa produz sabonetes com vários esfoliantes diferentes, desde a casca de laranja à folha de oliveira.
Entre os vários espaços onde se podem encontrar produtos da Castelbel destacam-se as Galeries Lafayette e El Corte Inglés
Em 2014, a Castelbel foi escolhida pela revista Kotivinkki como um dos 101 produtos do ano na Finlândia.